# José Milla y Vidaurre
José Milla y Vidaurre (n. 4 august, 1822 în Guatemala — d. 30 septembrie, 1882) a fost un scriitor din Guatemala.

## Opere
- Don Bonifacio
- La Hija del Adelantado
- Los Nazarenos
- El Visitador
- Un viaje al otro mundo pasando por otras partes
- Memorias de un abogado
- El esclavo de don dinero
- Historia de un Pepe
- El canasto del sastre
- Cuadros de Costumbres